# Österreichischer Filmpreis 2022
Die Verleihung der Österreichischen Filmpreise 2022 durch die Akademie des Österreichischen Films fand am 30. Juni 2022 im Grafenegg in Niederösterreich statt. Moderiert wurde die Veranstaltung von Michael Ostrowski und Julia Edtmeier. Die künstlerische Leitung der Gala übernahm Regisseurin Clara Stern. Die Nominierungen wurde am 5. Mai 2022 bekanntgegeben. Die meisten, in insgesamt zehn Kategorien, erhielten Fuchs im Bau von Arman T. Riahi und  Große Freiheit von Sebastian Meise, gefolgt von Hinterland von  Stefan Ruzowitzky und Schachnovelle von Philipp Stölzl mit jeweils sechs sowie Moneyboys von C. B. Yi mit fünf Nominierungen.
| Film                       | Nominierungen | Auszeichnungen |
| -------------------------- | ------------- | -------------- |
| Fuchs im Bau               | 10            | 4              |
| Große Freiheit             | 10            | 8              |
| Hinterland                 | 6             | 1              |
| Schachnovelle              | 6             | 1              |
| Moneyboys                  | 5             | 0              |
| 1 Verabredung im Herbst    | 2             | 0              |
| Klammer – Chasing the Line | 2             | 0              |

## Eingereichte Filme
Anfang Februar 2022 wurden von der Akademie des Österreichischen Films die angemeldeten Filme veröffentlicht. Insgesamt wurden 35 österreichische Langfilme, davon 17 Spielfilme und 18 Dokumentarfilme, sowie 15 Kurzfilme zum Auswahlverfahren angemeldet. Aus den Einreichungen wählen die 575 Mitglieder der Akademie des Österreichischen Films die Nominierungen, die am 5. Mai 2022 bekanntgegeben wurden.
Teilnahmeberechtigt waren österreichische Spiel- und Dokumentarfilme mit erheblich österreichischer kultureller Prägung. Kurzfilme qualifizierten sich aufgrund von Auszeichnungen und Festivalerfolgen. Die Richtlinien zur Einreichung wurden wegen verschobener Filmstarts, Verzögerungen bei Filmproduktionen und der mehrmonatigen Kinosperre aufgrund der COVID-19-Pandemie wie im Vorjahr geändert.
Der Vorstand der Akademie legte einen regulären Kinostart bis zum 31. März 2022 als Kriterium für die Teilnahme fest. Alternativ wurden auch Dokumentarfilme mit zumindest sieben kommerziellen Kinovorführungen und Spielfilme mit zumindest 21 kommerziellen Kinovorführungen zum Auswahlverfahren zugelassen.

### Spielfilme
1. 1 Verabredung im Herbst (Regie: Sebastian Brauneis)
2. Another Coin for the Merry-Go-Round (Regie: Hannes Starz)
3. Beatrix (Regie: Milena Czernovsky, Lilith Kraxner)
4. Fuchs im Bau
5. Große Freiheit
6. Die Häschenschule – Der große Eierklau (Regie: Ute von Münchow-Pohl)
7. Hilfe, ich hab meine Freunde geschrumpft
8. Hinterland
9. Janus – Ewiges Schicksal (Regie: Renate Woltron)
10. Klammer – Chasing the Line
11. Madison
12. Me, We
13. Mehrunisa (Regie: Sandeep Kumar)
14. Moneyboys
15. Monte Verità – Der Rausch der Freiheit
16. Sargnagel – Der Film
17. Schachnovelle

### Dokumentarfilme
1. Aufzeichnungen aus der Unterwelt
2. Auslegung der Wirklichkeit – Georg Stefan Troller (Regie: Ruth Rieser)
3. Der schönste Tag (Regie: Fabian Eder)
4. Ein Clown, ein Leben (Regie: Harald Aue)
5. Endphase (Regie: Hans Hochstöger)
6. Eva-Maria (Regie: Lukas Ladner)
7. I Am the Tigress (Regie: Philipp Fussenegger, Dino Osmanovic)
8. Jetzt oder morgen
9. Marko Feingold – Ein jüdisches Leben (Regie: Christian Krönes, Florian Weigensamer, Christian Kermer, Roland Schrotthofer)
10. Motorcity (Regie: Arthur Summereder)
11. Robin’s Hood (Regie: Jasmin Baumgartner)
12. Salzburg. Eine Kunstgeschichte (Regie: Daniel H. Ronacher)
13. Soldat Ahmet (Regie: Jannis Lenz)
14. Space Dogs
15. Surviving Gusen (Regie: Gerald Harringer, Johannes Pröll)
16. The Bubble
17. Vakuum (Regie: Kristina Schranz)
18. Wood (Regie: Ebba Sinzinger, Monica Lăzurean-Gorgan, Michaela Kirst)

### Kurzfilme
1. All the Stops (Regie: Josef Dabernig)
2. Copia de la copia (de la copia) (Regie: Rafal Morusiewicz)
3. Erde essen (Regie: Laura Weissenberger)
4. Fabiu (Regie: Stefan Langthaler)
5. Frauenfragmente: Gini und Resi (Regie: Sophie Gmeiner)
6. Genosse Tito, ich erbe (Regie: Olga Kosanovic)
7. Half of the Sky (Regie: Iris Blauensteiner, Dorottya Csécsei, Faika El-Nagashi, Anna Haidegger, Nathalie Koger, Lee Nevo, Luiza Margan, Christiana Perschon, Elena Peytchinska, Marlies Pöschl, Steffi Rauchwarter, Frida Robles, Simona Obholzer, Mona Schwitzer, Miae Son, Katharina Swoboda, Alexandra Tatar, Lisa Truttmann, Seda Tunç)
8. Liebe, Pflicht & Hoffnung (Regie: Maximilian Conway)
9. MeTube 3: August sings 'Una furtiva lagrima' (Regie: Daniel Moshel)
10. Nackte Männer im Wald (Regie: Paul Ploberger)
11. Neverinland
12. O (Regie: Paul Wenninger)
13. Train Again (Regie: Peter Tscherkassky)
14. Wir liefern ein Lächeln (Regie: Magdalena Lauritsch)
15. Yukno x Oehl feat. Autodrom - Brumm Brumm (Regie: Lorenz Uhl)

## Preisträger und Nominierte

### Bester Spielfilm
- Große Freiheit – Produktion: Sabine Moser, Oliver Neumann, Benny Drechsel, Regie: Sebastian Meise
  - Fuchs im Bau – Produktion: Arash T. Riahi, Karin C. Berger, Regie:  Arman T. Riahi
  - Me, We – Produktion: Bruno Wagner, Barbara Albert, Antonin Svoboda, Regie: David Clay Diaz
  - Moneyboys – Produktion: Barbara Pichler, Gabriele Kranzelbinder, Guillaume de la Boulaye, André Logie, Patrick Mao Huang, Regie: C. B. Yi

### Bester Dokumentarfilm
- Aufzeichnungen aus der Unterwelt – Produktion und Regie: Tizza Covi, Rainer Frimmel
  - Auslegung der Wirklichkeit – Georg Stefan Troller – Produktion und Regie: Ruth Rieser
  - Jetzt oder morgen – Produktion: Rudi Takacs, Ulrich Seidl, Regie: Lisa Weber
  - Space Dogs  – Produktion und Regie: Elsa Kremser und Levin Peter

### Bester Kurzfilm
- Genosse Tito, ich erbe (Regie: Olga Kosanovic)
  - Liebe, Pflicht & Hoffnung (Regie: Maximilian Conway)
  - Nackte Männer im Wald (Regie: Paul Ploberger)
  - Neverinland (Regie: Fatih Gürsoy)

### Beste weibliche Darstellerin
- Maria Hofstätter für Fuchs im Bau
  - Birgit Minichmayr für Schachnovelle
  - Julia Franz Richter für 1 Verabredung im Herbst

### Bester männlicher Darsteller
- Georg Friedrich für Große Freiheit
  - Aleksandar Petrović für Fuchs im Bau
  - Franz Rogowski für Große Freiheit

### Beste weibliche Nebenrolle
- Luna Jordan für Fuchs im Bau
  - Michou Friesz für 1 Verabredung im Herbst
  - Maresi Riegner für Schachnovelle
  - Margarethe Tiesel für Hinterland

### Beste männliche Nebenrolle
- Thomas Prenn für Große Freiheit
  - Andreas Lust für Fuchs im Bau
  - Lukas Miko für Schachnovelle

### Beste Regie
- Sebastian Meise für Große Freiheit
  - Arman T. Riahi für Fuchs im Bau
  - C. B. Yi für Moneyboys

### Bestes Drehbuch
- Sebastian Meise und Thomas Reider für Große Freiheit
  - Arman T. Riahi für Fuchs im Bau
  - C. B. Yi für Moneyboys

### Beste Kamera
- Crystel Fournier für Große Freiheit
  - Thomas W. Kiennast für Schachnovelle
  - Benedict Neuenfels für Hinterland

### Bestes Kostümbild
- Tanja Hausner für Schachnovelle
  - Theresa Ebner-Lazek  für Klammer – Chasing the Line
  - Uli Simon für Hinterland

### Beste Maske
- Heiko Schmidt, Roman Braunhofer und Kerstin Gaecklein für Große Freiheit
  - Helene Lang und Roman Braunhofer für Hinterland
  - Daniela Skala für Schachnovelle

### Beste Musik
- Karwan Marouf für Fuchs im Bau
  - Voodoo Jürgens und David Schweighart für Sargnagel – Der Film
  - Peter Brötzmann und Nils Petter Molvær für Große Freiheit

### Bester Schnitt
- Joana Scrinzi für Große Freiheit
  - Gerd Berner für Klammer – Chasing the Line
  - Britta Nahler für Madison
  - Karina Ressler und Joana Scrinzi für Fuchs im Bau

### Bestes Szenenbild
- Oleg Prodeus, Andreas Sobotka und Martin Reiter für Hinterland
  - Huei-Li Liao für Moneyboys
  - Katharina Wöppermann und Nina Mader für Monte Verità – Der Rausch der Freiheit

### Beste Tongestaltung
- Atanas Tcholakov (Originalton), Nils Kirchhoff (Sounddesign), Manuel Meichsner (Mischung) für Fuchs im Bau
  - Alain Goniva (Originalton), Nils Kirchhoff (Sounddesign), Michel Schillings (Mischung) für Hinterland
  - Yun Xie-Loussignian (Originalton), Hjalti Bager-Jonathansson, Karim Weth (Sounddesign), Thomas Gauder (Mischung) für Moneyboys

### Publikumsstärkster Kinofilm
- Rotzbub mit rund 95.000 Besuchern (Produzenten: Josef Aichholzer und Ernst Geyer, Regie: Marcus H. Rosenmüller und Santiago López Jover, Vertrieb: Michael Stejskal)[10][11]